# Lethrinidae

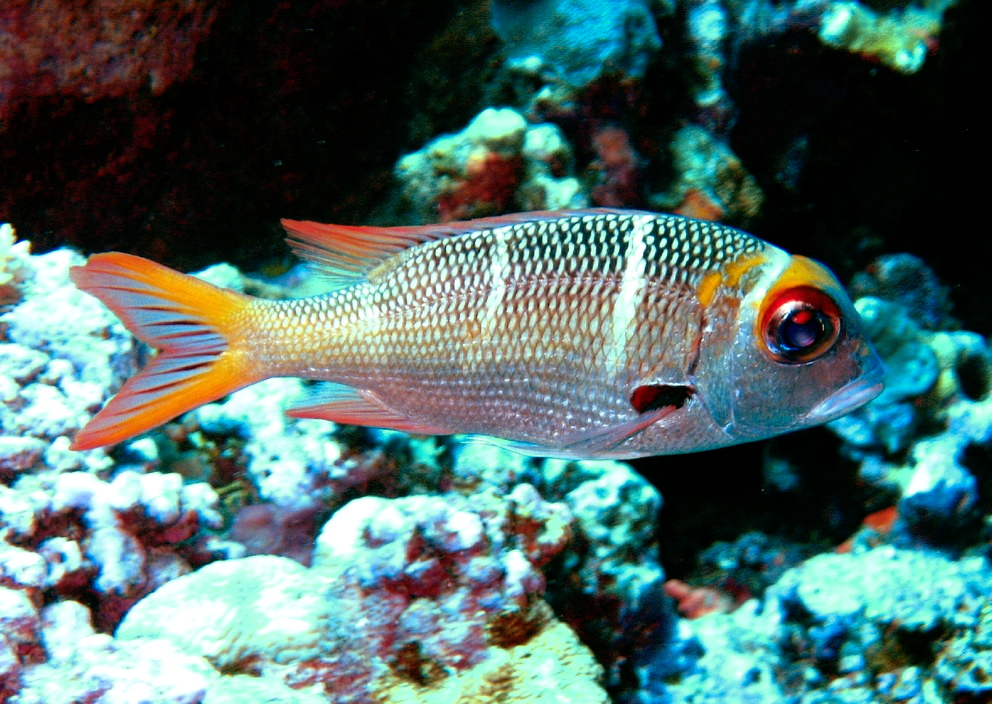
Monotaxis grandoculis

Los Lethrinidae es una familia de peces marinos incluida en el orden Perciformes. Se distribuyen por aguas tropicales de los océanos Índico y Pacífico, sólo la especie Lethrinus atlanticus aparece en el Atlántico (en su costa este).
Los letrínidos son peces carnívoros que se alimentan en el fondo de mares costeros, principalmente cerca de los arrecifes de coral, comiendo de noche invertebrados o peces bentónicos, algunas especies con fuertes molares con los que trituran las conchas de moluscos. Pueden ser solitarios o formar bancos y no parece que tengan territorialidad, formando a menudo grandes agregados para el desove pelágico.
Varias especies son hermafroditas protoginos (con inversión de sexo de hembras a machos). La aleta dorsal tiene 10 espinas y unos 10 radios blandos, la aleta anal 3 espinas y de 8 a 10 radios blandos.
Aparecen por primera vez en el registro fósil en el Eoceno, durante el Terciario inferior.
Todos son apreciados y se pescan como fuente de alimento, incluso los más pequeños, aunque algunos individuos de algunas especies desprenden olor a iodo cuando son cocidos.

## Géneros
Existen 5 géneros agrupados en dos subfamilias:
- Subfamilia Lethrininae:
  - Lethrinus (Cuvier, 1829)
- Subfamilia Monotaxinae:
  - Gnathodentex (Bleeker, 1873)
  - Gymnocranius (Klunzinger, 1870)
  - Monotaxis (peces) (Bennett, 1830 )
  - Wattsia (Chan y Chilvers, 1974)